# Џон Дир
Џон Дир (7. фебруар 1804 - 17. мај 1886) је био амерички ковач и индустријалац који је основао компанију под називом Deere & Company, једну од највећих и водећих произвођача пољопривредне и грађевинске опреме у свету. Рођен у Ратланду, Дир се преселио у Илиноис и изумео први комерцијално успешан челични плуг 1837.

## Живот
Џон Дир је рођен 7. фебруара 1804. године у Рутланду у Вермонту. Након краћег школовања на Колеџу Мидлбери, 1821. године, започео је сарадњу са капетаном Бенџамином Лавренцом, успешним ковачем из Мидлбурија. Оженио је Демријус Лемб 1827. са којом је имао деветоро деце. Дир је радио у Бурлингтону пре него што је отворио сопствене продавнице, прво у Верџенсу, а потом у Лестер Ситију.

## Челични плуг
Након што се преселио у Гранд Дитур, Дир није имао проблема да нађе посао због недостатка ковача који раде у околини. Дир је приметио да плугови од ливеног гвожђа нису радили добро у тешким преријама Илиноиса и сетио се игала које је претходно полирао користећи песак док је одрастао у радњи оца кројача у Ратланду. Дир је дошао до закључка да би плуг који је направљен од високо полираног челика и правилно обликоване плоче (самоплутајући челични плуг) био у стању да поднесе услове тла у прерији, нарочито његову лепљиву глину.
Постоје различите верзије инспирације за Диров познати челични плуг. У једној верзији се присетио начина како полирани челични зубци на вилама пролазили кроз сено и тло, и сматрао је да се исти ефекат може постићи и са плугом.
1837. године, Дир је развио и произвео први комерцијално успешан плуг од ливеног челика. Плуг од кованог гвожђа имао је полиран челични део. То га је чинило идеалним за тешко обрадиву земљу Средњег запада и радио је боље од осталих плугова. Почетком 1838. године, Дир је завршио свој први челични плуг и продао га локалном пољопривреднику Левису Крандалу, који је веома брзо проширио реч о свом успеху са Дировим плугом. Након тога јос два пољопривредника су поручила плуг од Дира. До 1841. године, Дир је производио 75-100 плугова годишње.

1843. године, Дир се удружује са Леонардом Андрусом како би могао да произведе већи број плугова, и да би остао у току са потражњом. Међутим, партнерство је постало превише напето због обостране тврдоглавости, са једне стране Дир је желео да прошири посао и производи за купце изван Гранд Дитура, док Леонардо није био за то, и Дировом неповерењу према Андрусовом рачуноводству. Дир је 1848. године, раскинуо партнерство са Андрусом и преселио се у Молин, јер је град био саобраћајни центар на реци Мисисипи. До 1855. године, фабрика Дир је продала више од 10.000 плугова. Постао је познат као „Плуг који је разбио равнице”, а такав је и комемориан на историјском месту у Вермонту.
Дир је инсистирао на прављењу висококвалитетне опреме. Једном је рекао: „Никада нећу ставити своје име на производ који нема оно најбоље шта је у мени”. Пратећи Панику 1857. године, Дир је оставио дневне обавезе свом сину Чарлсу. 1868. године, Дир оснива своју фирму под називом Deere & Company.

## Старија доб
Касније у животу, Дир се највише посветио и усмерио своју пажњу на грађанске и политичке послове. Радио је као председник Народне банке у Молину и био је повереник Прве конгресне цркве. Две године је био градоначелник у Молину, али је због јаких болова у грудима и одбио да се кандидује за други мандат. Умро је код куће 17. маја 1886. године.